# 文心路
文心路（英文：Wenxin Rd）、文心南路（英文：Wenxin S. Rd），為台灣臺中市的重要道路之一，大致呈C狀環繞台中市區，共有四段。東接東山路，文心路一段南端過南屯路口後為文心南路，繼續往南過中投公路後，與大里區德芳路三段銜接（此為台中生活圈三號道路）。台中捷運綠線大部分即沿此道路興建。

## 概況
文心路是在重劃臺中市第四期市地重劃區時開闢的，曾經是臺中市的外環道路，而名稱來自於開闢此路的前臺中市長曾文坡及其妻林心蕙。
文心路及文心南路全線皆配置雙向八車道，並設置中央綠化安全島，比起臺中市其他道路來說較為寬敞。而其「環狀」的性質迥異於其他如公益路、五權西路、臺灣大道、中清路、崇德路等幹道以中西區為中心向外放射的特性。再加上文心路連接了這些幹道，是這些幹道之間的往來要道，故為臺中市極具重要性的道路之一。

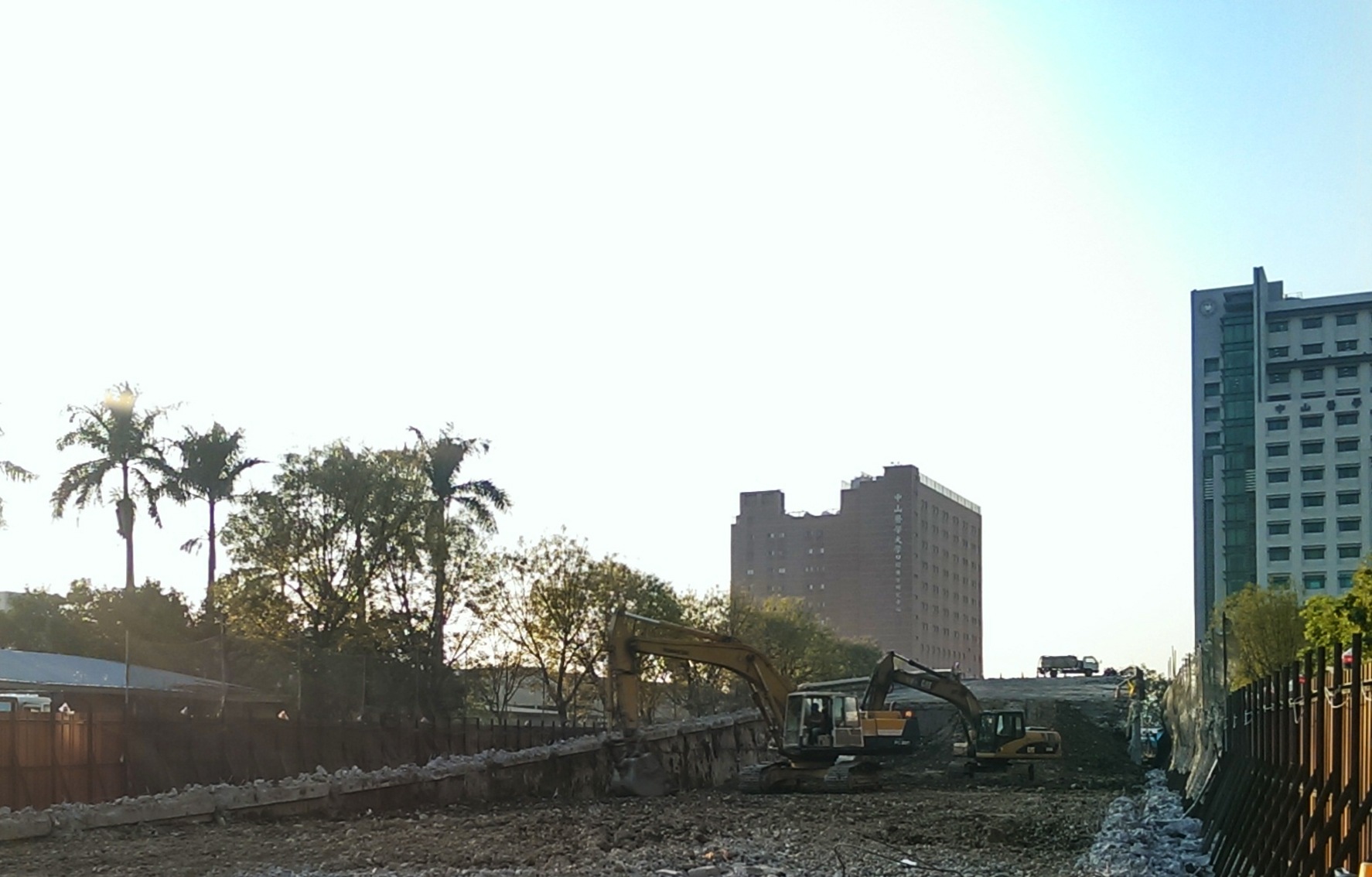
2014年4月文心路橋的拆除工程

原跨越鐵路之文心陸橋，因台中鐵路高架化，高架橋軌道粱將與既有文心南路陸橋相衝突，故於2014年4月1日零時起封閉展開拆除陸橋作業，同年5月1日完成臨時平交道設施及交管人員配置後，同6月3日臨時平交道設施完工通車，2016年10月16日台鐵軌道切換至高架橋上後再開啟拆除臨時平交道工程；2018年10月3日完成汰管、人本步道、路平三合一工程，再將人行道從2公尺拓寬至5.8公尺。

## 行經行政區域
（由南至東）
- 大里區
- 南區
- 南屯區
- 西屯區
- 北區
- 北屯區

## 分段
文心路共分為四段：
- 文心南路（大里區、南區、南屯區）：中投公路－南屯路
- 一段（南屯區）：南屯路－市政路
- 二段（西屯區）市政路－臺灣大道
- 三段（西屯區）：臺灣大道－中清路
- 四段（北區、北屯區）：中清路－北屯路，續接東山路一段

## 本道路客運
臺中市公車
- 本表更新時間為2022年11月1日。

| 編號  | 業者     | 路線                                 | 行駛區間                                                              |
| ----- | -------- | ------------------------------------ | --------------------------------------------------------------------- |
| 1     | 統聯客運 | 臺中刑務所演武場－中臺科技大學校區   | 昌平路－北屯路                                                        |
| 8     | 台中客運 | 臺中刑務所演武場－逢甲大學（逢甲路） | 北屯路－興安路                                                        |
| 23    | 統聯客運 | 中清同榮路口－中興東南路口           | 中清路－臺灣大道                                                      |
| 29    | 台中客運 | 嶺東科技大學－第一廣場－嶺東科技大學 | 西屯路－中清路                                                        |
| 33    | 台中客運 | 僑光科技大學－高鐵臺中站             | 臺灣大道－中清路                                                      |
| 54    | 台中客運 | 下港尾－烏日停車場                   | 河南路－中清路                                                        |
| 68    | 四方客運 | 鹿寮國中－中台科技大學               | 河南路－北屯路                                                        |
| 68繞  | 四方客運 | 鹿寮國中－中台科技大學               | 河南路－北屯路                                                        |
| 72    | 台中客運 | 嶺東科技大學－慈濟醫院               | 崇德路－寧夏路                                                        |
| 73    | 統聯客運 | 統聯轉運站－文英兒童公園             | 高工路－臺灣大道                                                      |
| 77    | 統聯客運 | 中科停車場－慈濟醫院                 | 崇德路－北屯路                                                        |
| 82    | 台中客運 | 水湳－臺中車站                       | 中清路－崇德路                                                        |
| 82延  | 台中客運 | 水湳－高鐵臺中站                     | 中清路－崇德路                                                        |
| 86    | 國光客運 | 臺中車站－國軍臺中總醫院             | 中清路－北屯路                                                        |
| 88    | 四方客運 | 臺中榮總－麗園公園                   | 興安路－北屯路                                                        |
| 99    | 中鹿客運 | 精武車站－嶺東科技大學               | 建國北路－文心南五路                                                  |
| 133   | 台中客運 | 高鐵臺中站－朝陽科技大學             | 復興路－德芳路                                                        |
| 153   | 豐原客運 | 高鐵臺中站－谷關                     | 市政路－臺灣大道                                                      |
| 153副 | 豐原客運 | 新市政中心－谷關                     | 起站（市警局）－臺灣大道                                              |
| 153區 | 豐原客運 | 高鐵臺中站－東勢高工                 | 市政路－臺灣大道                                                      |
| 157   | 台中客運 | 文心森林公園－大甲區公所             | 向上路－臺灣大道（往大甲區公所） 臺灣大道－大墩七街（往文心森林公園） |
| 356   | 捷順交通 | 國安社區（宜寧中學）－大慶車站       | 東興路－建國北路                                                      |
| 359   | 捷順交通 | 東海別墅－文心森林公園               | 臺灣大道－向上南路                                                    |
| 綠1   | 中鹿客運 | 捷運北屯總站－仁友停車場             | 北屯路－昌平路 永春東路－建國北路                                     |
| 綠2   | 統聯客運 | 太原車站－文心森林公園               | 北屯路-向上路                                                         |

## 沿線設施
| （由南到北） 文心南路（大里區／南屯區／南區） （往南接德芳路） 大里一交流道 舊旱溪 - 樹義國小 工學北園道 復興路一段 - 特力屋台中店 - 愛買吉安復興店 柳川 台鐵台中線大慶車站 - 建國北路一段 - 台中捷運綠線大慶站 - 中山醫學大學附設醫院、中山醫學大學 麻園頭溪 三民西路 - 秀泰生活台中文心店 - 台中豐邑Moxy酒店 - 豐樂雕塑公園 - 台中捷運綠線豐樂公園站 - 南苑公園（後方為好市多台中店、迪卡儂台中南屯店） 永春東路 - 麥當勞文心南餐廳 - 永春國小 - 南屯區公所 - 臺中市政府警察局第四分局 南屯路二段 | 文心路一段（南屯區） - 台中捷運綠線南屯站 五權西路二段 - 星巴克向心門市 - 台北富邦銀行南台中分行 - 大新國小 - 文心森林公園與圓滿戶外劇場 - 台中捷運綠線文心森林公園站 向上路一、二段 - 中華電信文心服務中心 - 彰化銀行南屯分行 - 合作金庫銀行文心分行 - 京城銀行文心分行 - 渣打國際商業銀行文心分行 公益路二段 - 台中捷運綠線水安宮站 - 水安宮 大業路 - 家樂福文心店 文心路二段（西屯區） 市政路 - 板信商業銀行台中分行 - 新國自在商場 - 麥當勞文心二店 - 臺中市稅務大樓（財政部中區國稅局臺中分局、臺中市政府地方稅務局與文心分局） - 文心國宅 - 文心第二市政大樓（臺中市政府環境保護局、臺中市政府都市發展局暨臺中市住宅發展工程處，原臺中市政府警察局總局廳舍） - 臺灣土地銀行中港分行 - iBike市政府（文心樓）站 - 臺中市政府臺灣大道市政大樓 - 富王大飯店 - 台中捷運綠線市政府站 臺灣大道二、三段 |

| 文心路三段（西屯區／北區／北屯區） - 華泰商業銀行台中分行 - 聯邦商業銀行北台中分行 青海路 西屯路 - 台中捷運綠線文心櫻花站 - 國泰世華銀行西屯分行 - 合作金庫銀行西屯分行 - 香港上海匯豐銀行文心分行 - 市立文華高中 - 台中捷運綠線文華高中站 河南路一、二段 - 摩斯漢堡文心店 - 元大商業銀行水湳分行 - 元大商業銀行文心分行 - 台日大樓（原台灣日報總部） 麻園頭溪 - 彰化銀行水湳分行 - 台新國際商業銀行文心分行 - 玉山商業銀行文心分行 - 永豐銀行北台中分行 - 合作金庫銀行中清分行 - 台中捷運綠線文心中清站 中清路一、二段 | 文心路四段（北區／北屯區） - 華南銀行水湳分行 麻園頭溪 - 肯德基台中文心餐廳 - 渣打銀行北屯分行 - 臺灣土地銀行北屯分行 - 花旗台灣商銀北台中分行 梅川 - 台北富邦銀行北台中分行 - 麥當勞文心四店 - 文心國小 - 台中捷運綠線文心崇德站 崇德路一、二段 - 龍族天廈大樓 - 山海屯電台 - 遠東銀行台中文心分行 - 諾貝爾書城 - 中華郵政台中文心路郵局 - 三信商業銀行北屯分行 柳川 昌平路一段 - 中國信託文心分行 - 台中捷運綠線四維國小站 - 四維國小 - 北屯兒童公園 - 新光商業銀行北屯分行 北屯路 （往東接東山路一段） |

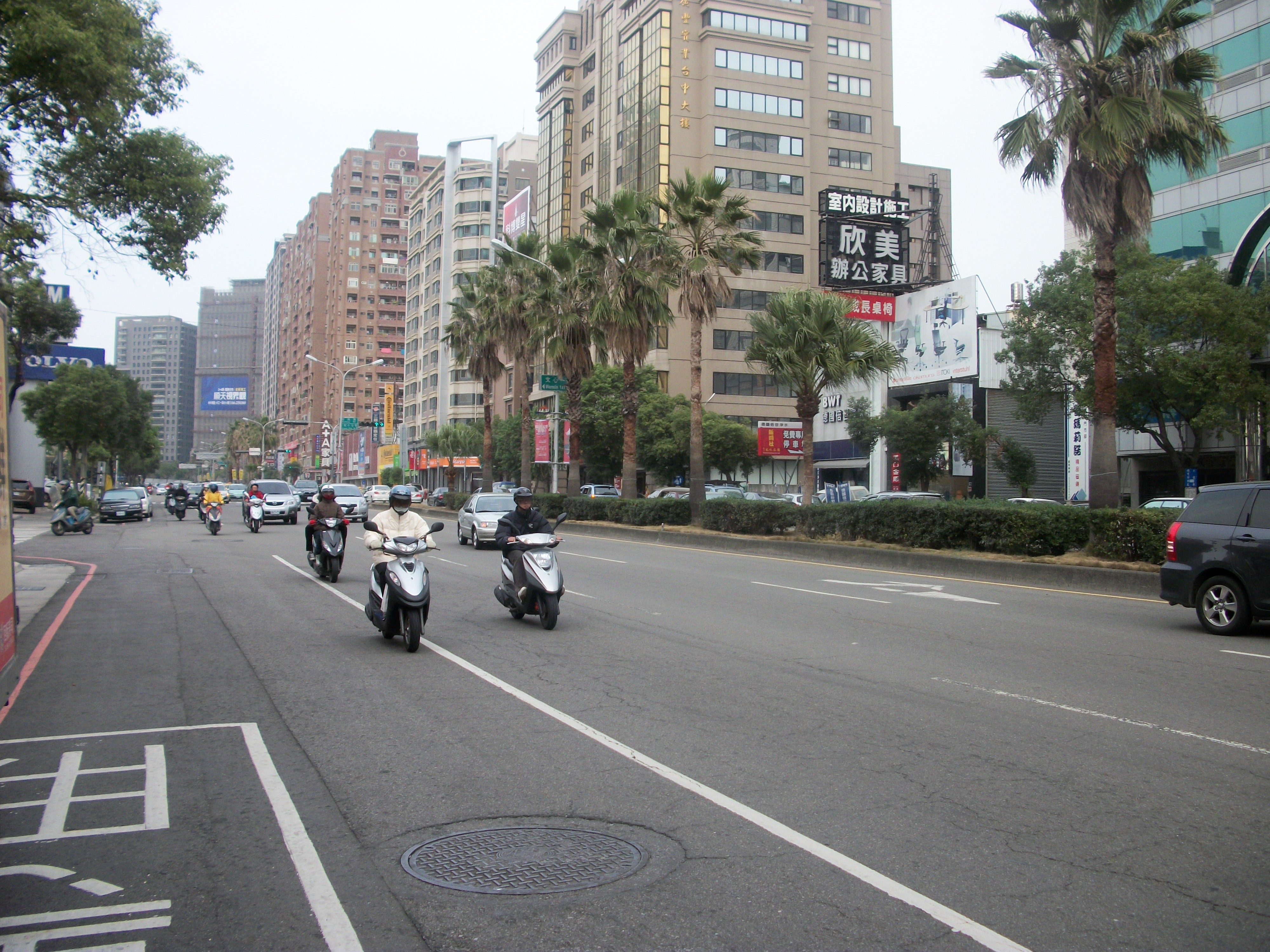
文心路一段
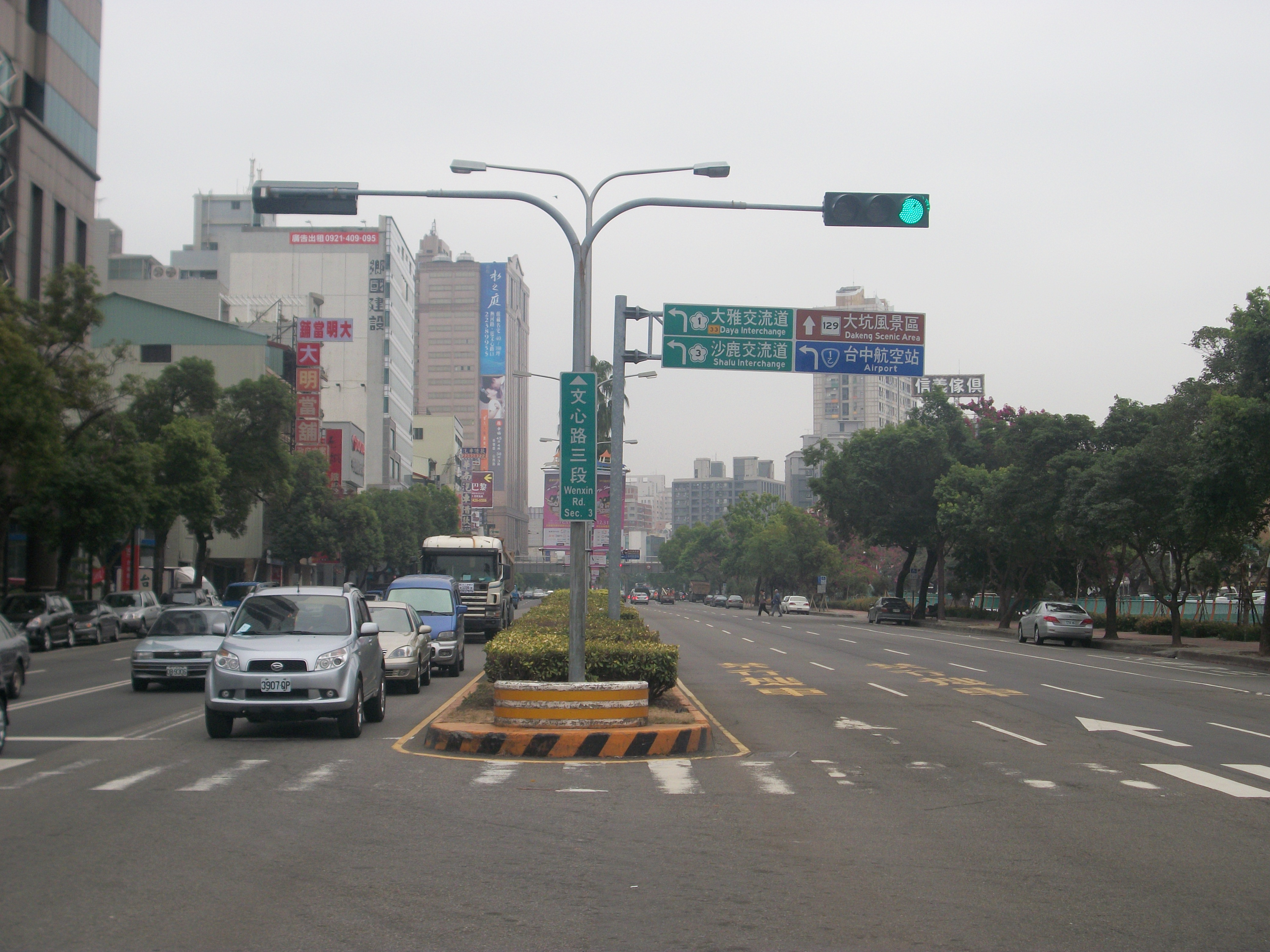
文心路三段
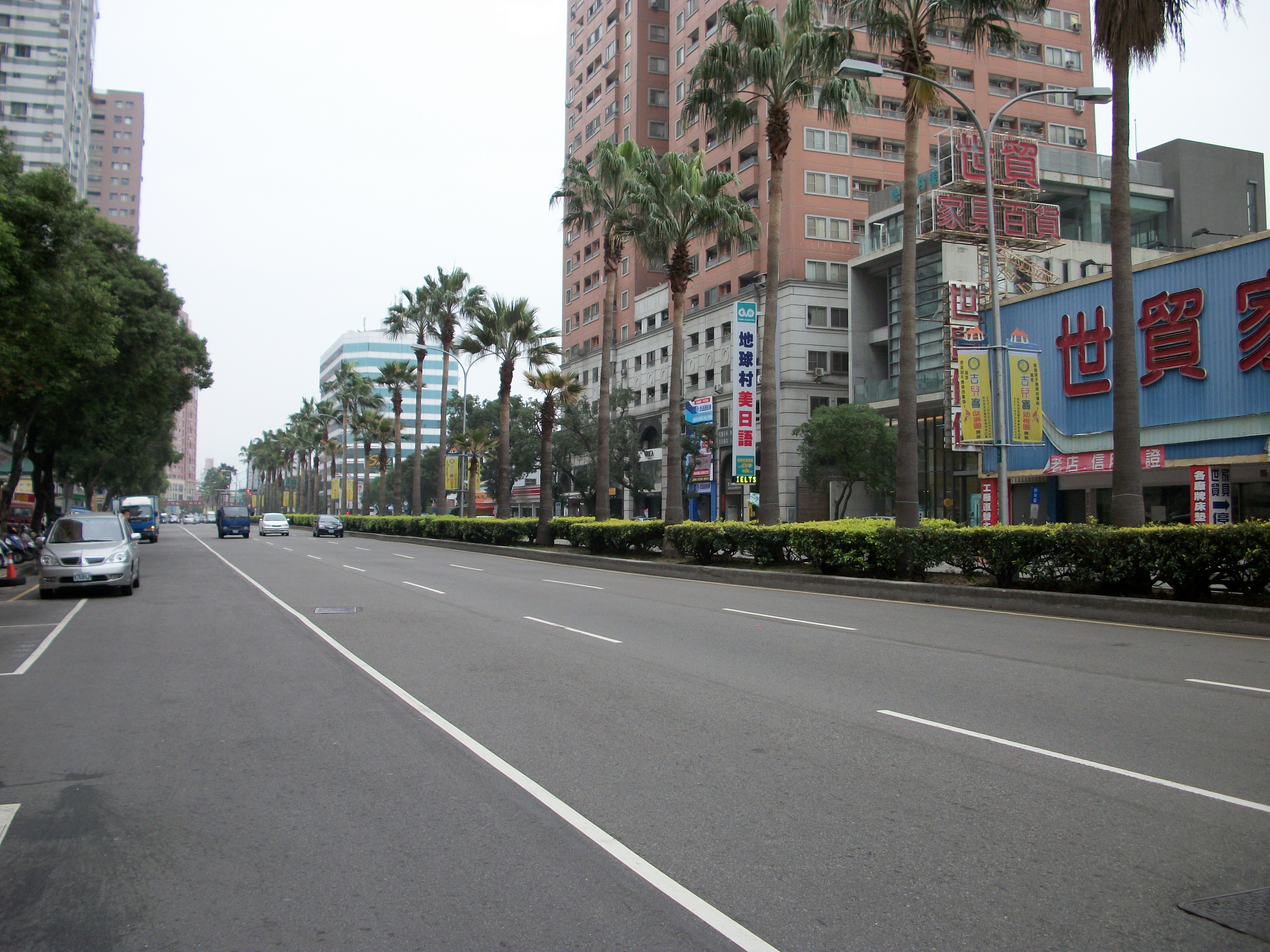
文心路四段
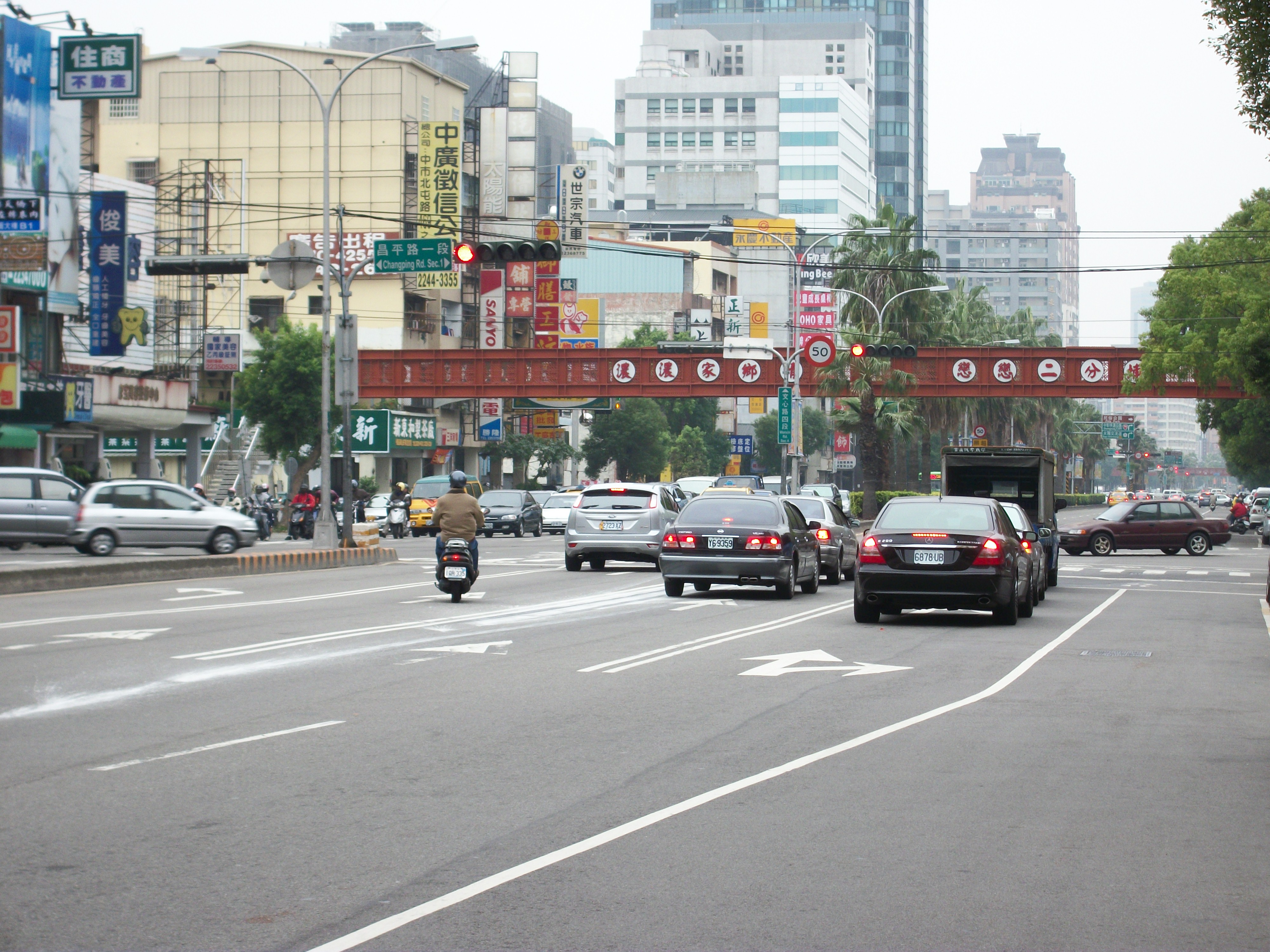
文心路四段與昌平路口
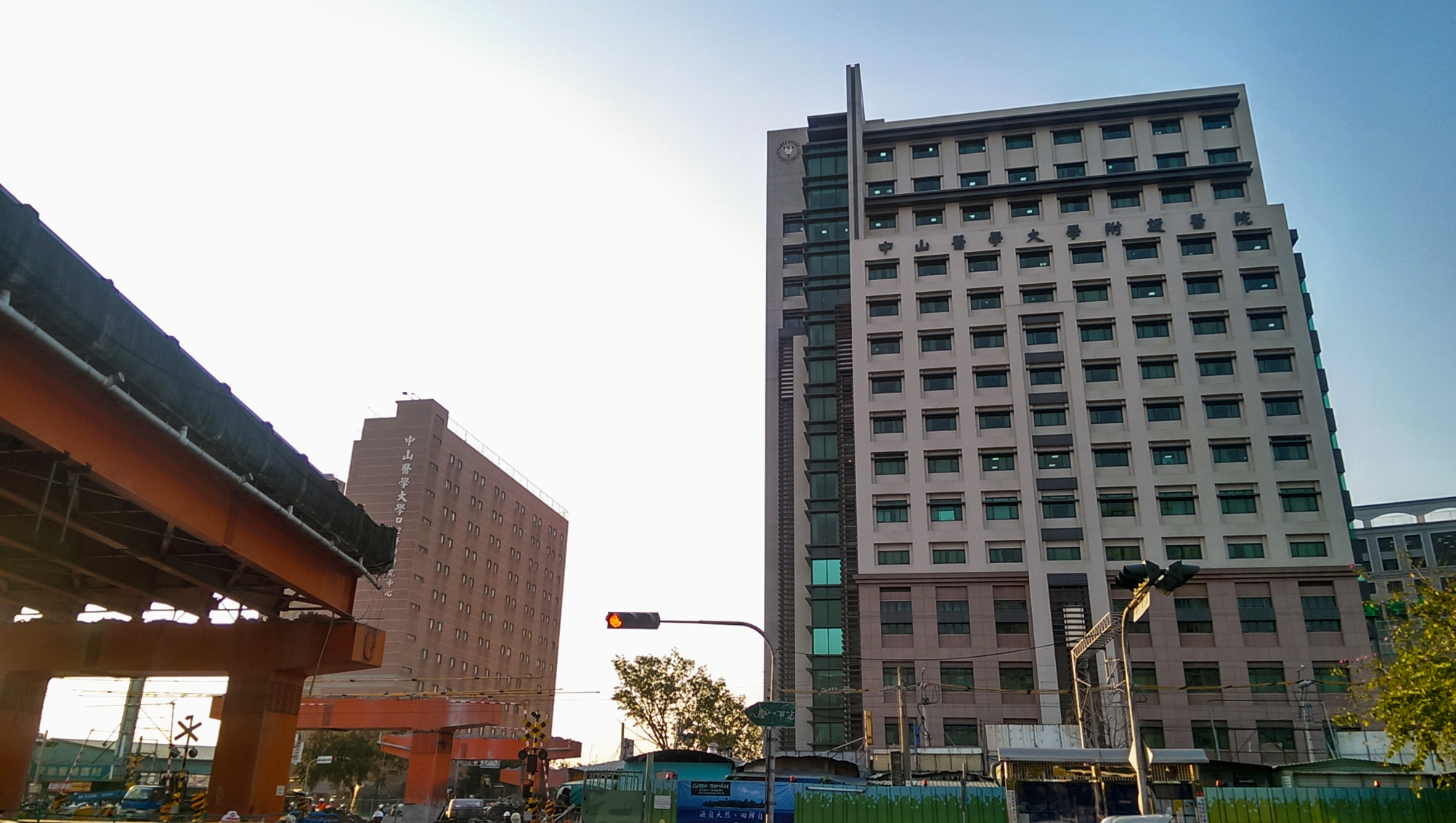
2014年4月文心路橋的拆除工程
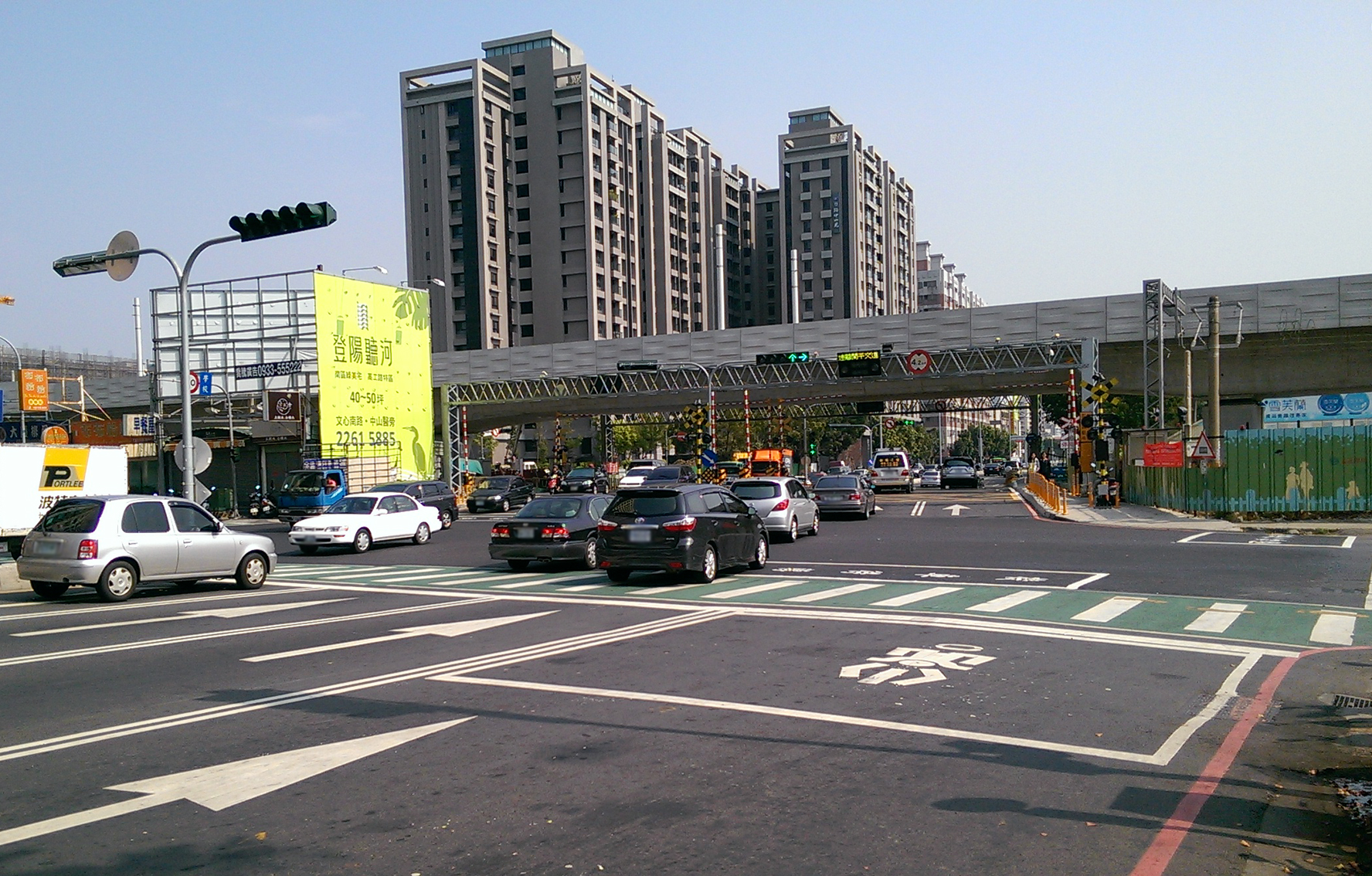
文心路橋拆除後出現的文心路平交道